# Anna Maria Forssberg
Anna Maria Forssberg, född 21 september 1976, är en svensk historiker. 

## Biografi
Forssberg är utbildad vid Adolf Fredriks musikklasser, Kungsholmens gymnasium/Stockholms musikgymnasium samt Stockholms universitet. Hon disputerade 2005 vid historiska institutionen vid Stockholms universitet med avhandlingen "Att hålla folket på gott humör. Informationsspridning, krigspropaganda och mobilisering i Sverige 1655–1680".
Hon har publicerat flera populärvetenskapliga texter samt medverkat som sakkunnig i ett stort antal radio och tv-produktioner däribland SVT:s  "Det hände här" och "Historieätarna". 
Fram till 2019 var hon förste intendent vid Armémuseum i Stockholm. Sedan 2019 är hon verksam som forskare vid Vasamuseet i Stockholm.

### Fotnoter
1. ↑  Libris, Kungliga biblioteket, 26 mars 2018, Libris-URI: sq469rxb1jl2drp, läst: 24 augusti 2018.[källa från Wikidata]
2. ↑  Eva, Bäckstedt (7 oktober 2005). ”Nyligen disputerade populära”. SvD. http://www.svd.se/kultur/nyligen-disputerade-populara_464487.svd. Läst 2 april 2013.
3. 1 2  ”Newsroom”. vasamuseet.newsroom.cision.com. https://vasamuseet.newsroom.cision.com/releasedetail.html?vasamuseet-starker-forskarteamet-med-anna-maria-forssberg&releaseIdentifier=6A91ABAFC42AD2A8. Läst 1 november 2020.
4. ↑  Liljestrand, Jens (10 juni 2011). ”Värnplikten dammas av”. DN. http://www.dn.se/kultur-noje/konst-form/varnplikten-dammas-av. Läst 2 april 2013.

### Webbkällor
- ”Anna Maria Forssberg”. Armémuseum. http://armemuseum.academia.edu/AnnaMariaForssberg. Läst 2 april 2013.